# Notonychus asper
Notonychus asper är en spindeldjursart som beskrevs av Davis 1969. Notonychus asper ingår i släktet Notonychus och familjen Tetranychidae. Inga underarter finns listade i Catalogue of Life.